# Ignazio IV Hazim
Ignazio IV Hazim, al secolo Habib Hazim (in arabo إغناطيوس الرابع هزيم; Mhardeh, 28 agosto 1921 – Beirut, 5 dicembre 2012), è stato un arcivescovo ortodosso siriano, patriarca greco-ortodosso di Antiochia e quindi primate della Chiesa greco-ortodossa di Antiochia.
È stato vicepresidente del Consiglio ecumenico delle Chiese e ha fondato l'Università di Balamand in Libano.